# 住宅庭園

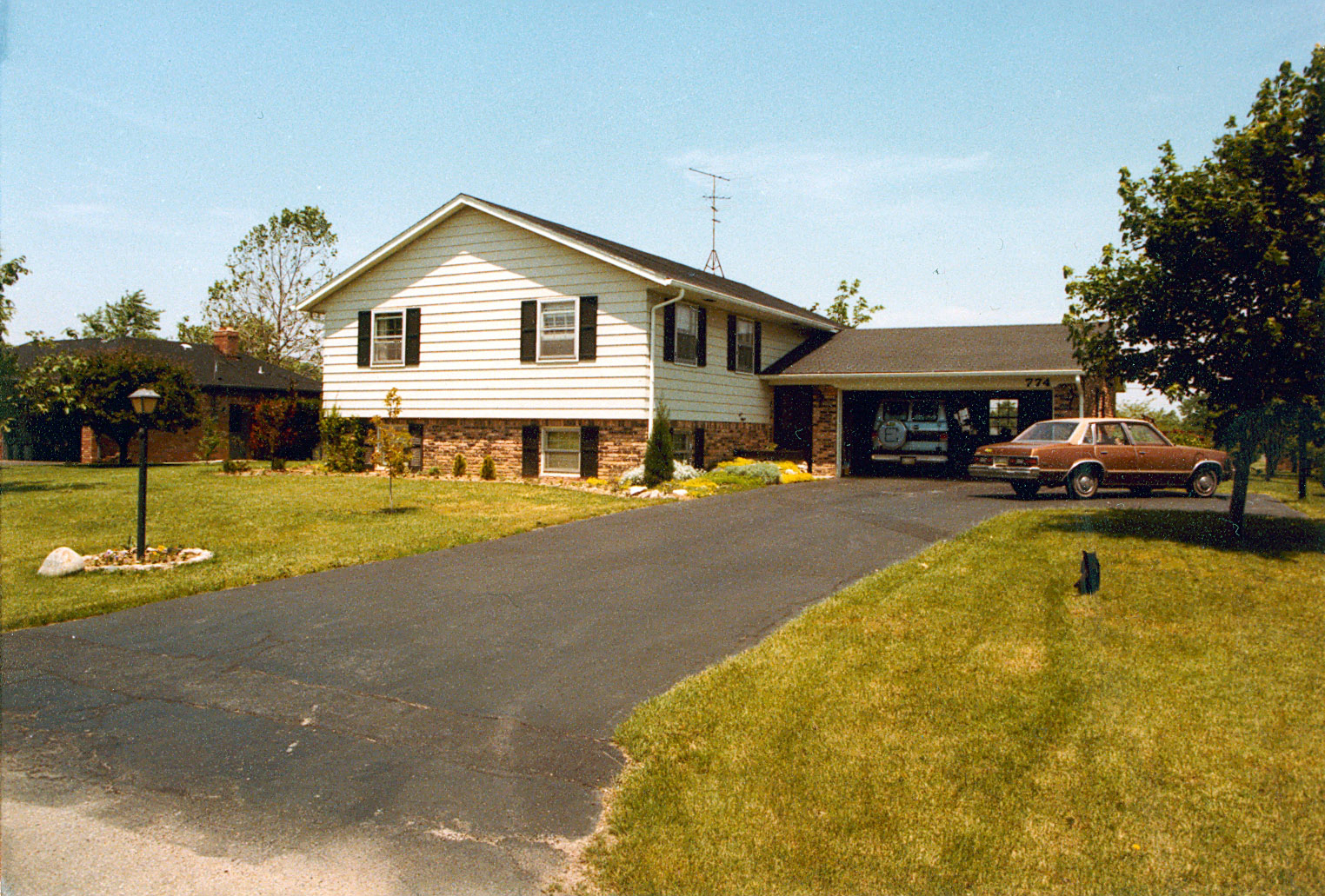
アメリカ合衆国 インディアナ州グリーンウッドの 1980年代半ばの典型的な郊外の前庭

住宅庭園（じゅうたくていえん）は、住宅・居住環境敷地に設ける庭・庭園で、家屋がないところにガーデニングを施している。
諸外国で前庭を意味するフロントヤード（米国、カナダ、オーストラリア）、またはフロントガーデン（イギリス、ヨーロッパ）は　接した通りと目の前の家　の間の土地の一部である。それが草で覆われているならば、それは前庭芝生en:front lawnと呼ばれるかもしれない。 家の裏側のエリアは、通常はプライベートで、これが裏庭を表すバックヤードまたはバック・ガーデンである。ヤードとガーデンは語源を同じくし、重複する意味を持つ。

## 特徴
前庭のカウンターパートである裏庭は 菜園 、道具小屋、 物干し場所のような功利主義的な特徴が多くを占めているが 、前庭はしばしば装飾的な要素とレクリエーションの組み合わせである。それはより一般的には展覧のための造園がなされており、頻繁には ガーデン・ノーム  プラスチック製のフラミンゴ （plastic flamingos） そして「 バスタブマドンナ （bathtub Madonnas）」のような展示要素の場所と化す。 ロンドン近郊、 ケントンの 「モデル」フロントガーデンについて説明しています。「  ・・・きれいに刈り込まれています。 桜の開花と植え込み用の垣根があり、その後ろには石膏ノームが潜んでいます。」 
気候、地域の計画規制や規模に応じて、住宅庭園には芝生や牧草地、 私道や歩道、あるいはその両方、そして庭園や家庭菜園や鉢植えの植物があります。
住宅庭園の機能にはどんなものがあるのか庭の機能分析を試みたものとして、岡田威海近畿大学教授による「庭と路地・住環境の 屋外空間」(鹿島出版会)など、いくつかの書籍かある。それらによると、庭の機能には、光・風の通り道としての1「物理的生活要素」、通路、物置などの保管スペース、カーポートのような②「空間要素」それから精神的リラックスの場としての③「自然要素」、④食やフィットネスなどの住生活を庭に拡大する ⑤「生活要素」、園芸や日用大工など自分の趣球を生かす ⑥「趣味要素」に分けることができる。 それが、 これまでは①と②のまでしか、 利用されていなかったということであり、したがってこれから取り組む庭の再開発のポイントは、④⑤⑥ということになる。
作庭ほど予算に開きがあるものも少ないが、施工費用は坪単価1万円でも可能なケースもあるがポピュラーなものは坪単価5~10万円からで、あとは名石や、灯麓などの値段が加算されていくが、純粋な設計費用は、 総施工費用の10~15%程度である。
造園家は都心の住宅であっても、そこがひとつの森の中であると想像する。 造園家の使う樹木は約30種類であるが、そのうち、一般的な住宅のエクステリア全体には、平均して、10~30種類の樹木が植えられる。
たとえば客をもてなし人と語らう目的を与えればアウトリビングとなる。その代表的なものは、歴史的には茶庭である。茶庭は客あっての庭であるからで、その文化を作りだした千利休は、わたり (実用)六分、景(美観)四分というバランスを説いているが、その考え方は現代にも通用するものといえる。 また、 最低でも5平方は必要としたスイミングプールも、流水タイプが登場して、 庭先でも本格的な泳ぎができるようになった。つまり、庭はこれまでの像をはるかに超えるほどアクティブな空問に再生する可能性を秘めている。
さらに、 最近では、 建築家や造園家によりさまざまな庭の姿がチャレンジされている。

## 歴史とスタイル

### 日本
天皇や皇族、貴族などの邸宅庭園や社寺・寺院庭園を除けば、地方武士の住宅庭園が鎌倉時代末期までには制作されていた『一遍上人絵伝』、『法然上人絵伝』、『男衾三郎絵詞』などの絵巻物に多く描かれている。地方武士は幕府から任ぜられ、任地におもむいてここに住み、その職務に従い周辺地域に支配をおよぼし、付近の農民から年貢等を徴収して荘園領主や国司に納入していた。つまり彼らは農村に住みついて農業経営にあたり、農民を直接支配していた者たちであった。彼らは幕府の権威を背景に荘園領主である公家・社寺に対し、次第に土地支配権を要求、侵略していくようになる。この傾向は、特に承久の乱(承久三年)後に強くあらわれる。
絵巻物に描かれている武士住宅がはたしてどの程度その実態を忠実に描いているのかについては疑問があるが、『法然上人絵伝』に描かれる美作国の武士住宅には堀がめぐらされ、網代垣や柴垣で 屋敷は囲われている。住宅の背後は山になっており、住宅の手前は水田である。これはおそらく価あるいは給田とよばれる直営田である。山から水を引いて堀にいれ、またここから水は水田へ灌漑用水としてまわされていたことがうかがえる。
住宅は谷あいにあるらしく、後方の山から流れ出る川は右手から住宅の背後を流れ、左手の方へ流れ下っており、絵が描かれた障子が立つ。屏風のかげに、夫婦が寝ている姿がみえる。枕の傍には黒漆太刀が立て掛けられ、赤糸縅の甲冑がおかれているのはいざ戦い、という時のためであり、ここに、常時戦時体制にあった武士の生活の一面がうかがえよう。中門廊では従者たちが、鎧をつけたまま弓や太刀をひきよせつつ眠っている。
この住宅において主屋南庭は平庭で、立石や植栽などはなされておらず、鑑賞用の造形は特別になされていないようにみられる。住宅内の植栽についてみると、画面左手奥に竹林がみえる。地盤のゆるみを防ぐためであろう。ただし、主屋からの鑑賞にはその対象とならず、これには門の右手にある老木があてられていたのかもしれない。
武蔵国の武士住宅庭園は吉見二郎の住宅が『男衾三郎絵詞』に描かれている。詞書によると、この屋敷は京に聞こえるほど立派なものであり、吉見二郎は宮廷の女房と結婚し、詩歌管弦の遊びを好んでいた。広大な住宅内には池があり、屋形船が浮かべられ、池に臨んでは釣殿が建てられている。画面左側には建物内の華やかな様子が描かれ、庭園には紅梅、サクラ、マツなどの趣ある植栽がなされている。建物の配置やその様式をみると寝殿造を踏襲しているものとみられる。しかし武家の住宅らしく、築地の上には板屋根をのせて盛り土がなされており、門扉には厳重に八双金具が打たれている。また周辺には警固の者が控えているなど、防御のための手立てがなされていることが描かれている。すなわち、このような防備体制に支えられているからこそ、邸宅内の華やいだ生活が保証されるという、当時の武家の生活を示している。
男衾三郎の住宅として描かれたものもある。彼は吉見二郎の弟であるが、兄とはちがって無骨一辺倒な性格であったらしく、家中のものに対して「女子計に至るまで。男の点をたしなめ」といい渡していたことがより知られる。このごに応じてか、外には武芸教練にはげむ武士たちの姿がみられる。
建物の様式や規模は、先にみた二郎の作とさほど変わるところはないようである。しかしながら、その風のありようははなはだ異なっている。 池が作られていないことは水利との関係もあり、簡単に比較するわけにはいかないが、
「家良くつくりでは、なにかはせん」とのする彼にとっては鑑賞用の池をつくることは考えられないことであったろう、庭空間には雑草が生い茂り、手入れがなされていないが、これは「俄小あらん時、東脚にせんずるぞ」との彼の言に従って戦時に備えての配慮であり、ただ放置してあるというのではなかった。同様に樹木の植栽について、中門廊との間に植栽されているキリも、鑑賞用というよりは娘の輿入れに備えての用材確保の意味とされる。
程度の差こそあれ、三つの事例に共通して指摘される戦闘上の必要もあって中庭とせざるを得ないといった実用のための空間構成を必要としながらも、随所に鑑賞の対象となる環境を配置していた。簡素ながら緊張感ある美しさを造り出していた。平穏時においては遊興の場とされたと考えられる。殿（でん）は、室町時代には遊興の場とされていたという記録がある。この記録から推して、この時代においても殿とその周辺がある種の集会の場とされており、そのため、わずかにではあるがこの空間に趣をもたせるため、ここにみるような網代垣の措置がとられたといえる。敷地に余裕があり、かつそれを守りきるだけの防衛力があったならば、吉見二郎の事例のように、武士も貴族文化を生活にとり入れ、詩歌管弦にひたり、庭園の造形にも力を注いだことも考えられる。
『吾妻鏡』や『一遍上人絵伝』、『男衾三郎絵詞』、『明月記』などの資料から考察されるように、鎌倉時代の少なくとも上層武士の住宅は、寝殿造を踏襲するものであったように 見えるが、ここには貴族とは異なる生活様式に対応した形態や機能が庭や建物にあらわれている。武士特有の生活活動のひとつに戦闘があり、また客を迎え、もてなす接客・対面の行事があった。そのため従来どおりの、いわゆる典型的な寝殿造住宅や寝殿造庭園では武士の生活に十分に対応しきれないところがあらわれていたのである。
室町時代後期、京都や堺の街では「町家」とよばれる都市型住宅が密集していた。「市中の山居」とよばれる初期茶人のすまいもこのような都市住宅において生まれた。町家は間口は狭いが「鰻の寝床」とよばれるように奥に長く、そこには採光や通風の機能を伴うオープンスペースがもたらされた。これが坪庭であり、枯山水や露地で培われた自然の表現手法、とりわけ飛石、石燈篭、手水鉢を爽やかにアレンジしたデザインが流行する。ここには日本庭園が歩んできた歴史と文化のエッセンスが投入されているともいえる。
江戸時代には多くの作庭書が版行されていたことから、町人が豊かな経済力と文化のもとでこのような空間に自然の息吹をとり込もうとしたことがうかがえる。江戸時代も中期以降になると、広く庶民の住宅にも粋をこらした庭園が作られるようになってきたようであり、それにつれて庭造りの指南書の類がつぎつぎに編集、出版されるようになった。この作庭指南書を読めば、当時のはやりの庭園の姿や、造園技術について知ることができるが、江戸時代までに記された作庭伝書は飛田範夫によると、約30種あるという。
作庭伝書で最古のものは平安時代に書かれたとされる「作庭記」で、作者は藤原頼通の庶子、橘俊綱であるとされる。この書は秘伝書であり、これを目にすることのできる者は本当に限られていたのであるが、安永八年(1779)に編纂が開始された塙保己一による群書類従に収められたことによって庶民一般にも知られるようになった。この書は寝殿造系庭園に関する伝書であるが、今なお造園関係者必読の書とされる。それは、この書が作庭に際しての基本姿勢、普遍的な美を生みだすための原理を具体的に示してくれているからである。
寝殿造系庭園に関する秘伝書にはもう一つ「山水弁野形図」がある。この書は古くから仁和寺に伝わったもので、江戸時代に加賀前田家の所蔵となった。昭和五年(1930)に複製本が作られ、現在、活字本も出版されている。
江戸時代に新たに編集された版本には『諸国茶庭名跡図会」(1693)、「余景作り庭の図」(1691)等があるが、享保20年（1735）に版行された北村援琴の『築山庭遺伝』は江戸時代までの秘伝書の内容を整理し、まとめたものといい、具体的な造園技法を説明した庭造りのガイドブックとしては広く普及した。また、文政12年(1829)に籬島軒秋里が著した同名の書は、援琴の書を前編して補筆したうえで自らの書きとしたもので、併せて全国的なベストセラーとなった。後編は庭園を楽山、平庭に分け、それぞれの庭園構成を真、行、草の三つの格に区分するなど、築山や樹木、石組み等に関して具体的かつ詳細に記述している。
これらの書に影響されて、この後も多くの作庭伝書が書かれている。版行されたものではないが、寛政九年(1797)に紀州の東睦和尚は『葉山染指録』を著した。彼はその17年後、文化11年(1814)に京都花園の妙心寺塔頭、東海庵の書院庭園を作庭し、「東海一連の庭」と称していることが、東睦自刻の版画から判明する。この庭に『楽山染指録』で述べられる技法が随所にうがえている。
江戸後期になると江戸町人が見物用の庭園を整備しているものもちらほらあり、朱引き線内に有名なものに臥竜梅が名高い伊勢屋が所有していた亀戸ほか江戸各地の梅屋敷、仙台出身の道具屋佐原鞠鳥が作庭した寺島（向島）の新梅屋敷と呼ばれた現在の向島百花園や、現在の花やしきがある花屋敷が誕生していた。

### オーストラリア

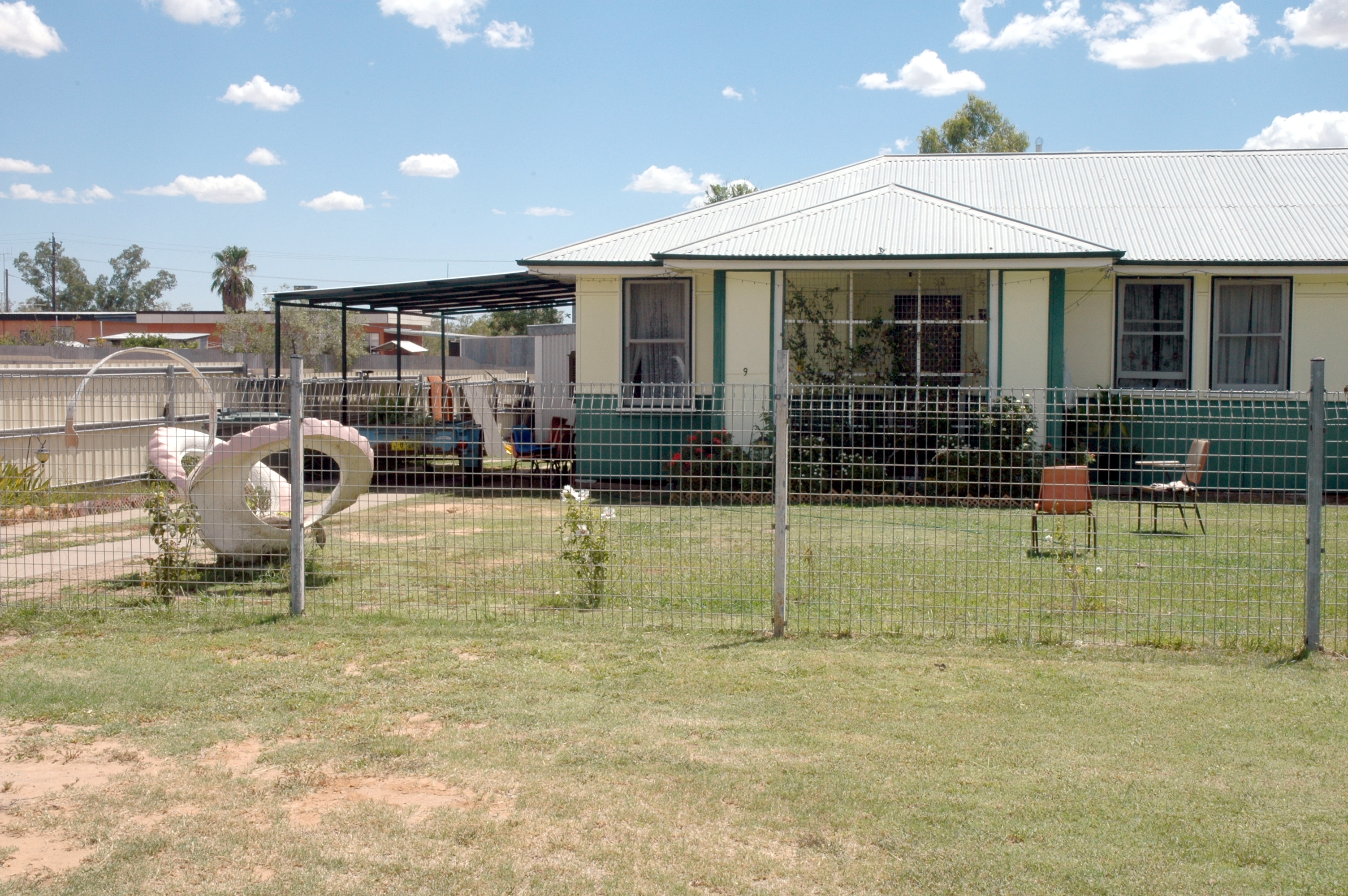
オーストラリアのブルワリナにある家の柵で囲まれた前庭。オーストラリア風にペイントされたタイヤと白鳥の芝庭用装飾品が施されている

オーストラリアの前庭の歴史は、1829年にニューサウスウェールズ州で制定され、各家の前に庭を置くのに十分なスペースを確保するために新しい家を通りから少なくとも14フィート建設することを義務付ける規則から始まったと言われている。
1900年代初頭までには、前庭は「民家と公道の間の緩衝」として認められていた。 オーストラリア人は「公園のような」通りを作るためにフェンスのない前庭というアメリカの理想を採用し、フェンスを取り除き、それによって良い隣人関係を促進し、反社会的行動と犯罪を阻止するために郊外での取り組みを始めた。 シドニーの Daceyvilleは、フェンシングが体系的に取り除かれた最初の郊外で、すぐに他の州の公営住宅組織がそれに従う。 賞金を使って競技会を開催し、前庭の美化を奨励する人さえいた。
オーストラリアの計画首都、 キャンベラの建設中（1920年代後半）、 連邦首都委員会は、新しい居住者が定期的に前庭を維持することを奨励するために政府補助金を提供した。
1950年代までに、前庭と後庭の間に明確な描写があった。 それまでには、「通りから全体の効果を見る」ため 、家の正面と前庭が調和して考慮された、非常に明確なストリートビューの庭園デザインアプローチもされた。

### カナダ

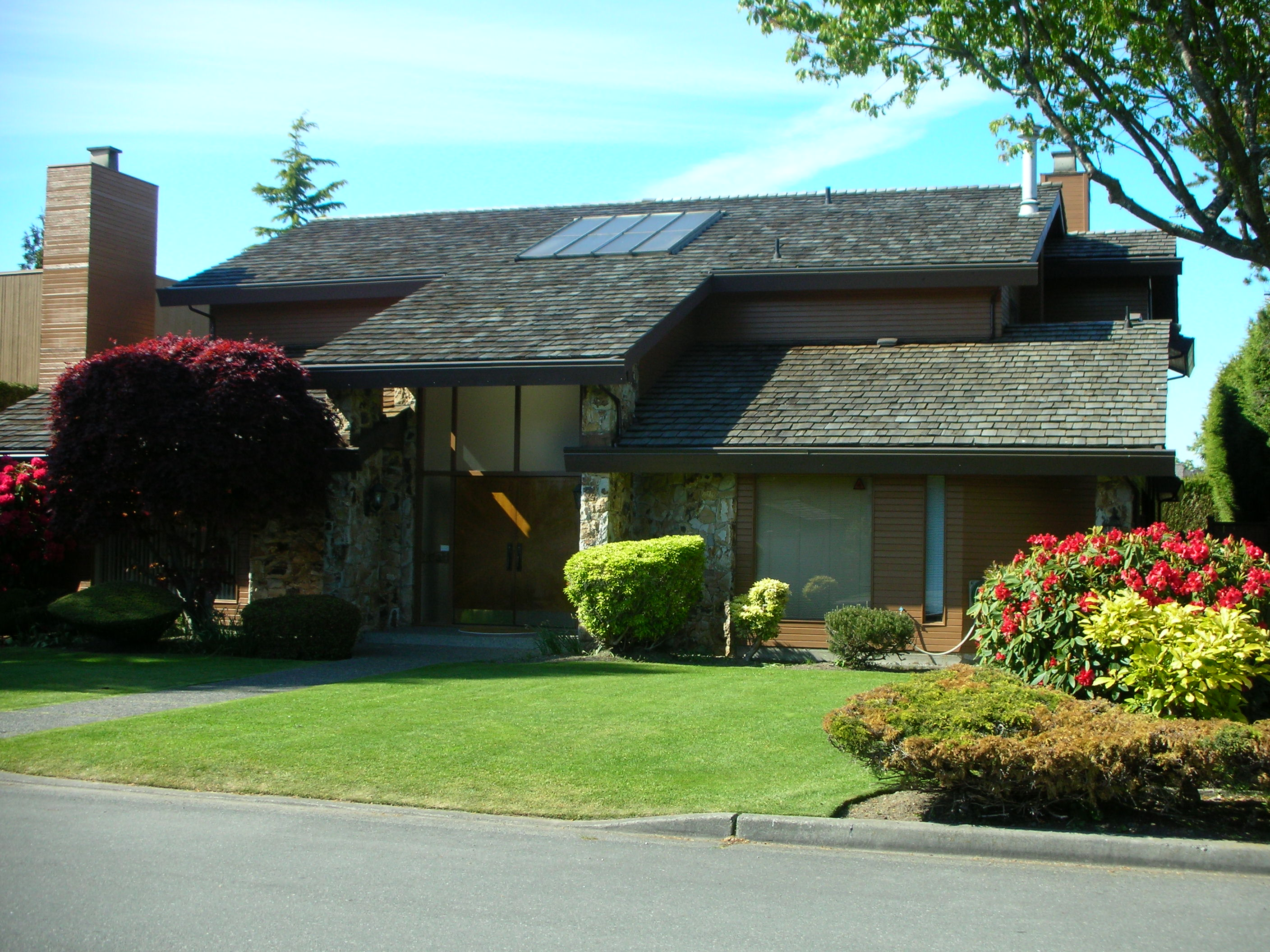
ブリティッシュコロンビア州リッチモンドにある 1970年代に建てられた住宅で、スギの羽目板、広い芝生と高い木の境界線がある前庭があります。

カナダの前庭の開発と歴史は、一般的にアメリカの初期の傾向に従っていたが、1900年代初頭には分岐した。
1920年代から30年代にかけて、オタワやバンクーバーなどの成長する都市にゾーニング法が導入された。 規則は、新しい家の最低前庭の「奥行き」を規定する。これは住宅建設業者がニューヨーク市とロンドンの「長屋の悪条件」を避けたことを意味した 。
カナダの多くの地域では、平均気温の低下とプライバシー保護の要求の高まりにより、住宅街と庭を囲む高層木が住宅街の境界線で人気を集めていく。 これらは冬には防風を与え、夏には日よけを設けた。 芝庭の装飾品は合衆国よりも戦前および戦後のカナダではあまり一般的ではなく、それよりも「特徴のない」 芝生の広く手入れの行き届いた広い区域が多くの中流階級のカナダ人に人気があった。 
戦後の時代、カナダ郊外は独自で独特の建築様式を手に入れ、これは前庭や庭園にまで広がることとなった。 堂々とした白いアメリカ風の家の外観ではなく、60年代と70年代の裕福なカナダ人は、特に「斜めスギ製羽目板」を好んだ。
そのような家の前庭はその傾向に合わせて、しばしば近代的な都市の建物の入り口に合うように舗装されていた。 「1970年代のエリート住宅は、連動レンガの前庭なしでは完成しませんでした」。
他の文化と同様に、カナダの前庭は公共の通りと個人の家の間も、社会化の領域となる。 ストリートパーティー (ブロックパーティ) 、家族のバーベキュー 、隣人との会話のためのスペースなどと化した。

### ヨーロッパ

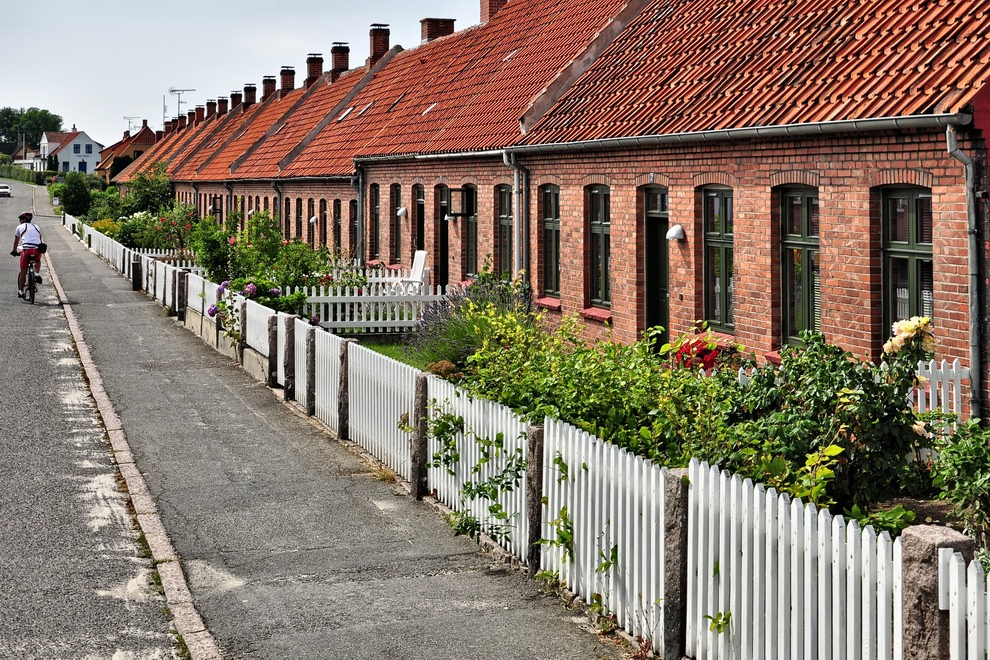
デンマークのボーンホルム島にある前庭の列。

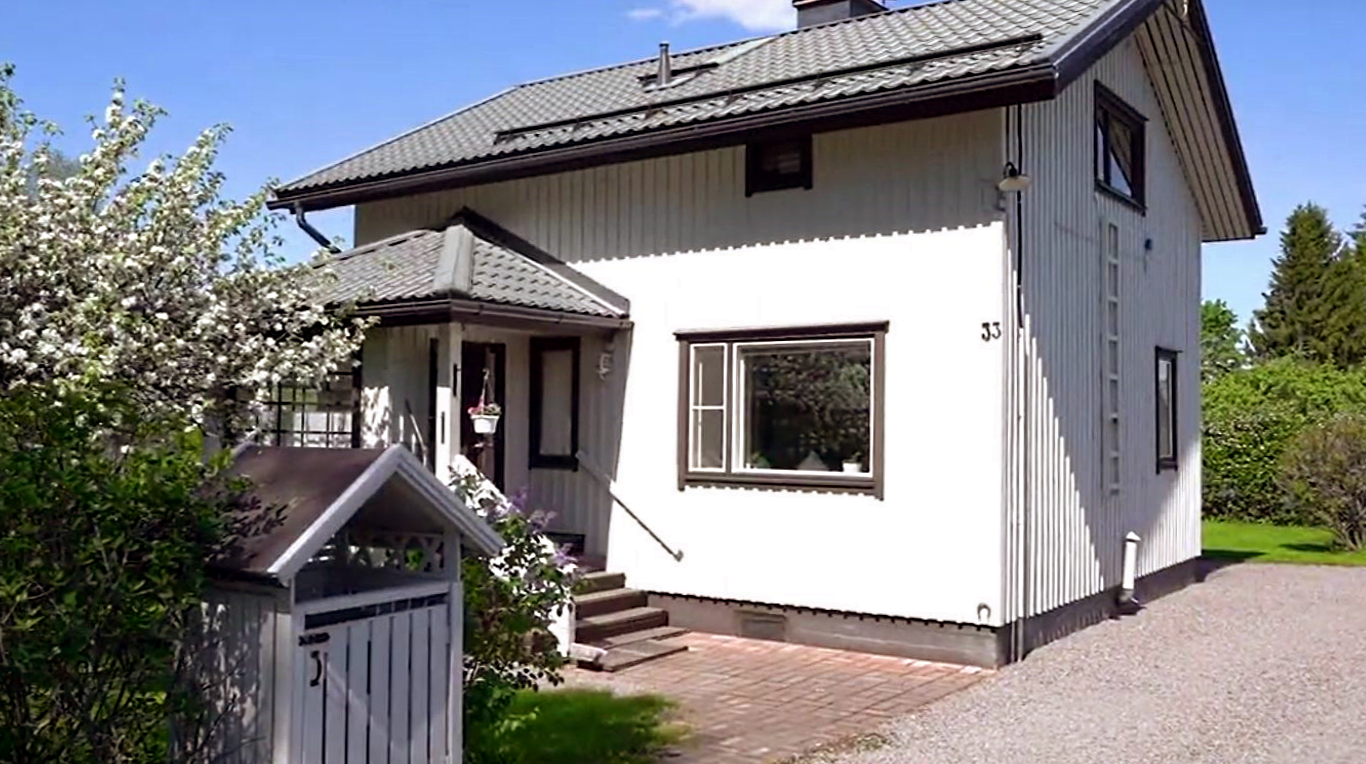
フィンランド、カンガサラの家の前庭。

ヨーロッパの多くの地域では、前庭スペースをフロントガーデンと呼んでいる。
最古の形の庭はスペインとイタリアの貴族に人気の中庭であったが、住宅が進化するにつれて、庭園やファサードも進化。 囲まれた中庭は、 フランス 、 ドイツ 、 オランダの宮殿や大邸宅の手入れの行き届いた広い庭園に人気があり、これらの伝統はヨーロッパ人によってアメリカへ運ばれ、そこで中庭はフロリダの スペイン人入植者の間で人気がありましたが、生産的なコテージガーデンはオランダ人の入植者とマサチューセッツ のイギリスの巡礼者ピルグリム・ファーザーズ間で普通と化した。

ヨーロッパの主要都市を中心に郊外が発展するにつれて、 プライバシーに対する態度、さらにはフロントガーデンに対する態度は、イギリスのそれとは明らかに異なっていた。 いちオランダ人解説者が強調したのが（1950年代）：
古い都市や町（数世紀前に建てられた家屋）では、正面玄関はあまり一般的ではなく、正面玄関で通りに直接アクセスすることができる。 これらのケースでは、そうでなければ植物なしになるだろう「緑化」ファサードの方法としてプランターボックス（ウィンドウボックス）とマイクロガーデンが人気になり、「環境の質への重要な貢献」をする要素となった。

### イギリス

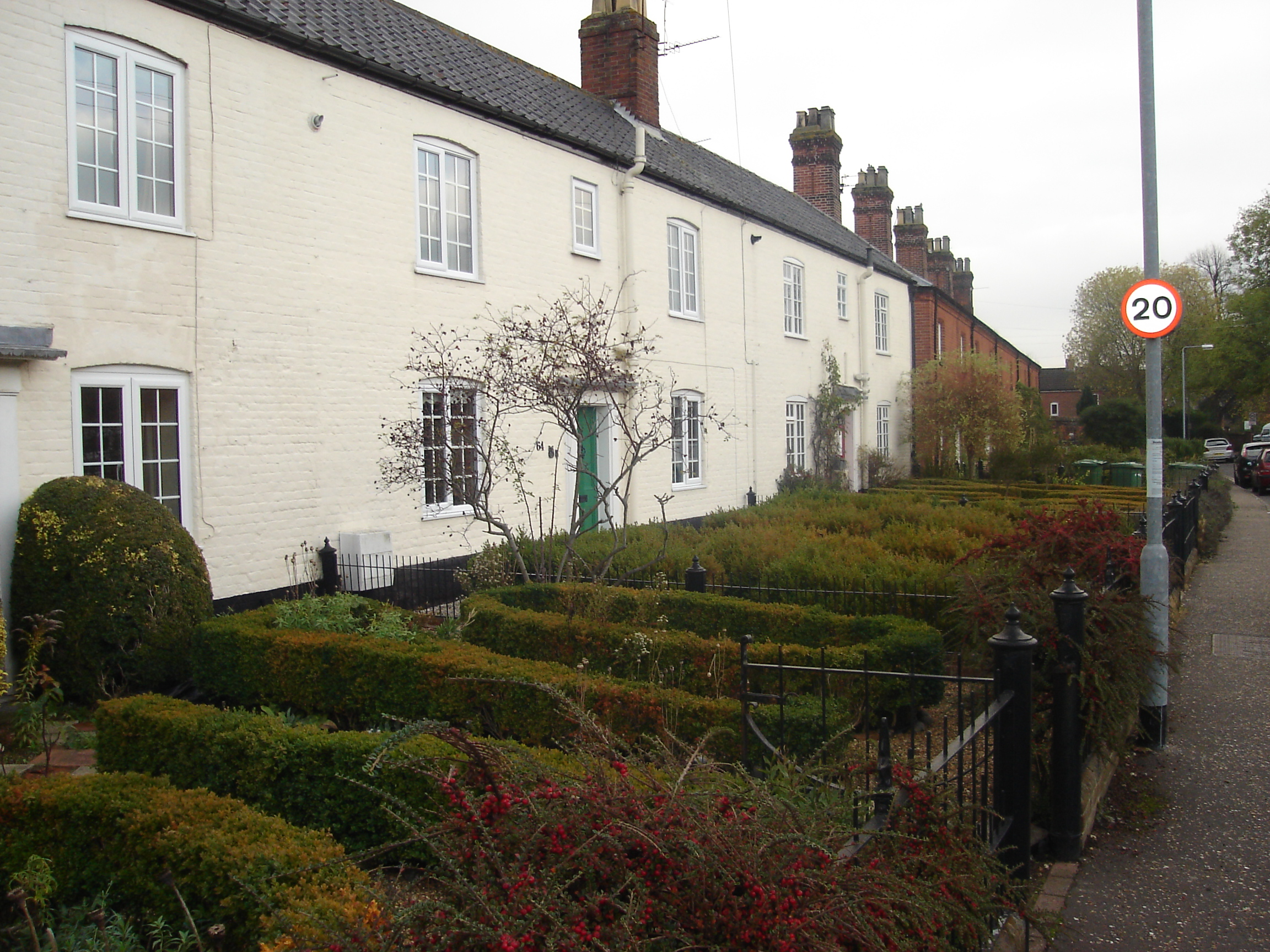
イギリスのノーフォークにあるテラスコテージの密集した前庭。

イギリス英語では、この前庭スペースはフロント・ガーデンと呼ばれる。
イギリスの都市住宅はもともと家の正面と通りの間に分断はなかったが、1875年公衆衛生法に準拠するために建設された住居の一種である、 細則のテラスハウスの導入が、宿泊施設の基準を引き上げた。 新しい家に前庭を設けることは、19世紀後半にビクトリア朝の建築様式の中の国内の復活様式の一部として一般的になっていく、さらに前庭が舗装されていて、後ろにガーデンやヤードがあり、前庭は1870年代までに新しい住宅のための「ありふれた」ものであった。前面の庭園は「大部分が装飾的」で、当初は背面よりも重要であったが、サービスエリア用のスペースを確保するために削除されることもあった。 石やレンガの壁を使ったかなり標準的なレイアウトが採用され、「大きな家の接近と壁のプライバシーの壮大さ」と門から正面玄関までの直線路を模倣した。 
20世紀初頭、1898年にエベネザー・ハワードによって開始されたガーデンシティ運動に影響された住宅開発は、それらの前に分割されていない「共同草地」を持つ戸建住宅を特徴としていた。 本質的に、家は前庭を共有していた。
しかし、これらの発展、特にロンドンで第二次世界大戦後まで英国における新築住宅の支配的な形、外にあったセミデタッチ、以前の支配的なテラスハウスなど、どこの庭にも理想的なものとして一部であったが取って代わられ、前庭は、後ろより小さく通りからビクトリア朝の家より下の壁により隔てられていく - 何人かの開発者が、ヘッジおよびそれらの世話の手が提供されるよう設置  、ガーデニングは広く共有された趣味と誇りの源であった。開発者は購入を促す目的でフロントガーデンを用意することもあったし、最良のフロントガーデンについてのコンテストも開催している。  しかし、自動車が一般的になるにつれて家には常にガレージが設けられていなかったので、前庭は駐車場としてまたはガレージに囲まれて使用されることが増えていった。 
大恐慌の間 、地方自治体は家族が自分たちの前庭で農産物を育てるよう奨励し、それによって地域の食料供給を増やした。 園芸はいくつかの学校でも導入され、町は魅力的で生産的な前庭のための競争そして賞を導入した（戦時農園を参照）。
戦後、1950年代と60年代の時代には、駐車場として使われていたそれらの正面庭園の多くは舗装され、 私道と化した。この傾向はプロの庭師がそれほど一般的でなくなるにつれてより頻繁になり、故に住宅所有者が芝生または植物が植え付けられた庭は、非常に小さい部分であることを維持する必要性が増した。

#### バックガーデン

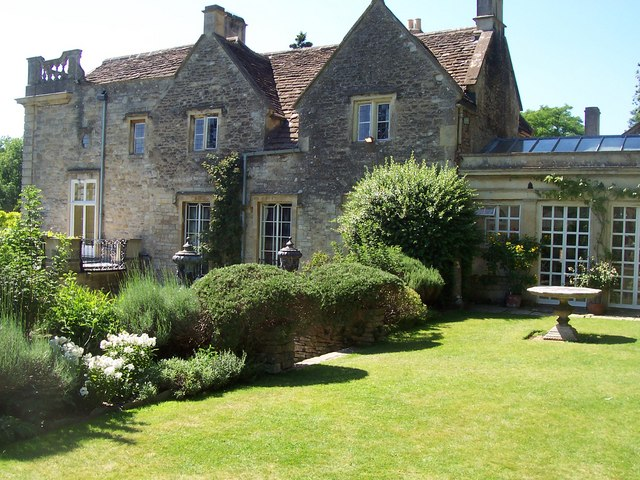
イフォード・マナーのバックガーデン ハロルド・ペトの設計

バックガーデン（英：Back_garden）とは、前庭から見て家屋の反対側、敷地の後方にある住宅庭園である。このような庭は、イギリスの郊外やガーデニング文化において特別な位置を占めている。
敷地を建物が2つに分割するとき、特にイギリスの都市や町の高密度住宅で発生する。20世紀のイギリス郊外の典型的な半独立住宅では、前庭が道路に面しており、出入りできるようになっているが、このような場合はより奥まったところにあり、アクセスは通常住居を経由するか、脇の小道を通ることになる。もしくは家屋の真裏にまずコートヤードガーデンがあり、そこを通って道路を渡るという形式もある。前庭はフォーマルな半公共空間であるため、慣習や法律による制約を受ける。それに対し裏庭は、よりプライベートでカジュアルな空間と位置付けられる。このため、より多様なことができるのである。
縦に長く広がった形状などがみられ、家のダイニングやキッチンの窓越しに見えるようになっている。一面バラ尽くしのローズ・ガーデンにしたり、アンティーク風の木製ベンチが置かれていたり、あるいは子どものいる家庭では一面に芝生を敷き詰めサッカーゴールやブランコなどを置いて、周辺に様々な樹木や草花などをバランスよく植えてあったり、そうした庭の一角にヴェジ・パッチ（Veg Patch)という小スペースを設けて野菜、ハーブ類を育てている場合もある。
住宅がテラスハウスの場合横道の構築は不可能なため、テラスの裏側を通る路地でアクセスすることになる。例外はリーズのようなイギリス北部の工業都市で見られたバック・トゥ・バック住宅であるが、現在はほとんど取り壊されている。プライベートな裏庭空間に「トイレ」があることは、条例によるテラスハウスの特徴であり、イギリス公衆衛生法(1875年)に従って建てられた住居の一種であった。

### アメリカ

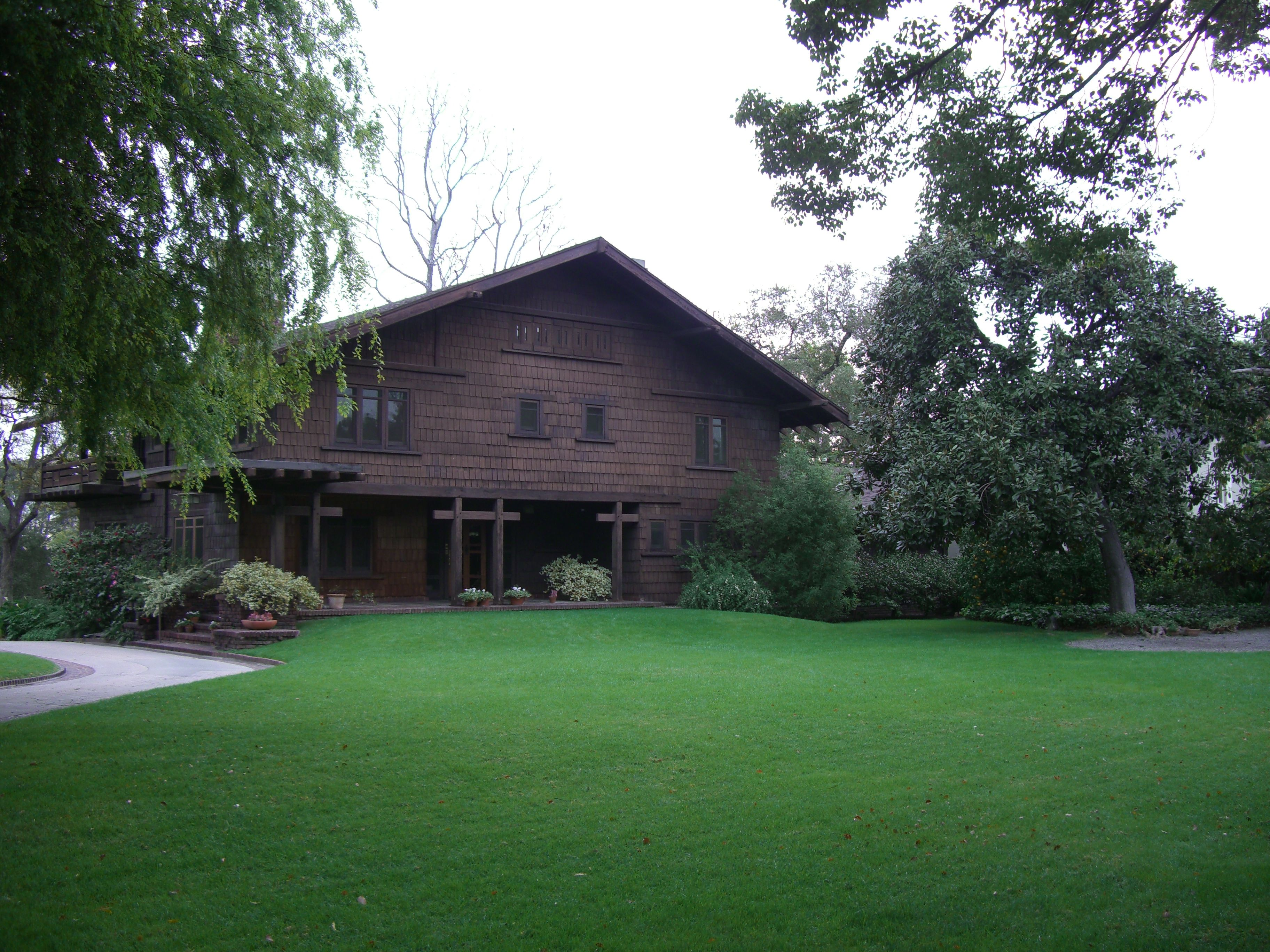
カリフォルニア州 1909年に建てられたグリーンおよびグリーンデザインのスピンクスの家の前庭。

19世紀後半から20世紀初頭にかけて住宅地が細分化され開発がなされたため、「郊外の理想」は広い前庭を必要とし、境界のある家屋のファサードによって「支配された」。
新しい前庭の大きさは、住宅が住宅ブロックの前面近くに建設されるにつれて、20世紀後半に徐々に減少した。
1870年代には、 芝生の装飾品が人気のある前庭の特徴となり、 錬鉄の彫刻 、 鳥の浴場バードパス 、 望楼ガゼボが特に人気があった。 1880年代から90年代にかけて、 籐製の芝生の家具は1900年代初頭に童謡のキャラクターや動物の装飾品に置き換えられ普及した。 戦後はプラスチック製のフラミンゴやガーデン・ノームを含むキッチュな飾りが人気になる。
1930年代、 フランク・ロイド・ライト 、 バーナード・メイベック 、 グリーン・アンド・グリーンらの建築デザインにインスパイアされた新しいアメリカンスタイルが始まった。 「インフォーマリティ、自然さ、連動する屋内 - 屋外デザイン、花壇のサイズの大幅な削減、屋外でのレクリエーションやレジャーのためのプライバシー... 。」
アメリカでは地方自治体の条例によって、所有者もしくは居住者の前庭でできることとできないことが決まる。 最近では、 サステナビリティ愛好家や実践者は、既存の規範に違反して、前庭を利用して有機農産物を栽培しようとする。 たとえば、フロリダ州オーランドでは 、市の法令で前庭のグラウンドカバーの基準が定められ、 芝生のみが許可されている。このため住民が菜園を育てることによってコードを侵害したという指摘を受け、現在条例を改正するために戦っており、前庭での野菜栽培の違法性が世間の注目を集めた。 「都市農業ガイドブック - BC州の町と都市での食料生産事業の計画」   は、この繰り返し発生する現象について解説している。しかしながら、郊外のデザインの一環として、食料生産は捨てられた郊外の一回利用のレースには含まれていなかった。彼らは「ラッキーだった、細則の注意を避けられた」という。
2000年代初頭以来、かつては一般的だったフロントヤードの「付属品」（ ガレージの バスケットボールの輪のようなもの）は、あまり一般的ではなくなってきている。そして多くは地方自治体の条例によって禁止されている。